# Bout (topologie)
Pour les articles homonymes, voir Bout.
En mathématiques,  un bout d'un espace topologique est de manière informelle une « composante connexe à l'infini » de cet espace. Dans les bons cas, ajouter un point pour chaque bout induit une compactification de dimension nulle de l'espace, on parle de compactification par les bouts ou Endenkompaktifiezierung en allemand, ou encore end compactification en anglais.
Un bout d'un groupe topologique est une classe d'équivalence de bouts de l'espace topologique sous-jacent pour une relation d'équivalence liée à l'action du groupe.

## Historique
C'est le mathématicien Hans Freudenthal qui est à l'origine de la théorie des bouts d'un espace topologique. En 1931 il définit ainsi les bouts d'un espace topologique localement compact (séparé), connexe et localement connexe comme étant (les classes d'équivalence de) certaines suites décroissantes d'ouverts connexes. En 1942 il élargit cette notion en retirant les conditions de connexité sur l'espace ; un bout est alors une base de filtre constituée d'ouverts de bord compact et maximale pour certaines propriétés. En 1945 il étudie les bouts d'espaces qu'il qualifie de "discrets" (une notion différente de celle d'espace topologique discret utilisée aujourd'hui) et en particulier des groupes (discrets) finiment engendrés : un bout d'un tel groupe est alors un bout de son graphe de Cayley. Heinz Hopf, Ernst Specker, John R. Stallings, Peter Scott et Terry Wall entre autres vont démontrer d'autres résultats concernant les bouts d'espaces topologiques et de groupes topologiques finiment engendrés, en particulier donner des conditions pour qu'un groupe ait plus qu'un ou deux bouts.
Dans le contexte précédent se donner un filtre maximal est équivalent à se donner un idéal premier d'une certaine sous-algèbre de Boole {\displaystyle {\mathcal {U}}^{+}} de l'algèbre des parties de l'espace {\displaystyle X} considéré.  En considérant toutes les sous-algèbres de Boole de {\displaystyle {\mathcal {U}}^{+}}, Herbert Abels classifie en 1974 toutes les « compactifications de dimension nulle » d'un espace topologique localement compact, la compactification par les bouts est la « plus grande » de ces compactifications. Les mêmes idées appliquées à la sous-algèbre {\displaystyle {\mathcal {U}}^{G}} des parties « compactement quasi-invariantes » d'un groupe topologique {\displaystyle G} localement compact lui permettent alors de généraliser la notion de bout à un groupe topologique. La compactification par les bouts d'un tel groupe est alors la plus grande compactification de dimension nulle admettant des « bonnes » actions du groupe {\displaystyle G}, c'est un quotient de la compactification par les bouts de l'espace topologique sous-jacent.
Il est intéressant de remarquer qu'à un groupe topologique sont attachées deux notions différentes de bouts : les bouts de l'espace topologique sous-jacent et les bouts du groupe topologique. Ces deux notions coïncident si et seulement si le groupe est connexe.

## Première définition
Soit {\displaystyle X} un espace topologique localement compact (séparé), connexe et localement connexe.
On considère la famille des suites décroissantes {\displaystyle G_{0}\supset G_{1}\supset \dots \supset G_{n}\supset \dots } d'ouverts connexes non compacts, de bord compact et telles que {\displaystyle \bigcap _{i\in \mathbb {N} }{\bar {G}}_{i}=\varnothing }, sur laquelle on définit une relation d'équivalence comme suit : {\displaystyle \left(G_{0}\supset G_{1}\supset \dots \right)\sim \left(H_{0}\supset H_{1}\supset \dots \right)} si {\displaystyle \forall n,\exists m:G_{m}\subset H_{n}{\text{ et }}H_{m}\subset G_{n}} .
Les classes d'équivalence pour cette relation sont les bouts de l'espace, on note {\displaystyle {\mathcal {E}}(X)} l'ensemble des bouts de {\displaystyle X}.
En décrétant ouvertes les parties {\displaystyle A\subset X\cup {\mathcal {E}}(X)} satisfaisant : {\displaystyle A\cap X} est ouvert dans {\displaystyle X}, et pour tout {\displaystyle G_{0}\supset G_{1}\supset \dots } (dont la classe d'équivalence est) dans {\displaystyle A\cap {\mathcal {E}}(X)} il existe {\displaystyle i\in \mathbb {N} } tel que {\displaystyle G_{i}\subset A}, on obtient une topologie sur {\displaystyle X\cup {\mathcal {E}}(X)}.
L'espace topologique {\displaystyle X\cup {\mathcal {E}}(X)} ainsi obtenu est une compactification de {\displaystyle X}, appelée compactification par les bouts de {\displaystyle X}. L'espace des bouts {\displaystyle {\mathcal {E}}(X)} est totalement discontinu et compact, donc de dimension nulle.

## Définition alternative plus intuitive
Michael Spivak  propose la définition et l'exercice suivants, :
Soit {\displaystyle X} un espace topologique. Un bout de {\displaystyle X} est une application {\displaystyle \varepsilon } qui à chaque sous-ensemble compact {\displaystyle K\subset X} associe une composante connexe de {\displaystyle X\setminus K} de sorte que {\displaystyle \forall K_{1}\subset K_{2}:\varepsilon (K_{2})\subset \varepsilon (K_{1})} . On note {\displaystyle {\mathcal {E}}'(X)}  l'ensemble des bouts de {\displaystyle X} et on définit une topologie sur {\displaystyle X\cup {\mathcal {E}}(X)} comme suit : {\displaystyle X} est un ouvert et une base de voisinages d'un bout {\displaystyle \varepsilon } est donnée par la famille des {\displaystyle \varepsilon _{0}(C)\cup \{\varepsilon \in {\mathcal {E}}'(X)~|~\varepsilon (C)=\varepsilon _{0}(C)\}} pour {\displaystyle C\subset X} compact.
Montrer que lorsque {\displaystyle X} est localement compact, connexe et localement connexe, l'espace {\displaystyle X\cup {\mathcal {E}}(X)} est compact.
L'application naturelle {\displaystyle {\mathcal {E}}(X)\rightarrow {\mathcal {E}}'(X)} est injective, montrer que les deux définitions coïncident revient alors à montrer que c'est un homéomorphisme.
Cette définition de bout d'un espace topologique correspond bien à la notion intuitive de « composante connexe à l'infini ».

## Compactifications de dimension nulle
Soit {\displaystyle X} un espace topologique localement compact (et séparé).
Une compactification de dimension nulle de {\displaystyle X} est une compactification {\displaystyle Y} de {\displaystyle X} telle que le bord {\displaystyle Y\setminus X} est totalement discontinu. Deux compactifications de dimension nulle sont dites équivalentes si l'application identité de {\displaystyle X} s'étend en un homéomorphisme entre ces compactifications.
Par ailleurs, notons {\displaystyle {\mathcal {U}}^{+}} la famille des parties {\displaystyle A\subset X} dont le bord {\displaystyle \partial A} est compact, c'est une algèbre de Boole pour les opérations différence symétrique et intersection. La famille {\displaystyle {\mathcal {R}}} des parties de {\displaystyle X} d'adhérence compacte est un idéal de {\displaystyle {\mathcal {U}}^{+}}.
Il existe alors une bijection explicite associant à chaque classe d'équivalence de compactifications de dimension nulle de {\displaystyle X} une sous-algèbre de Boole de {\displaystyle {\mathcal {U}}^{+}} contenant {\displaystyle {\mathcal {R}}}. Dans cette bijection, une inclusion d'algèbres {\displaystyle {\mathcal {U}}_{1}\subset {\mathcal {U}}_{2}} induit une application {\displaystyle Y_{2}\rightarrow Y_{1}} (entre les compactifications correspondantes) qui est continue, surjective, et qui étend l'identité de {\displaystyle X} .
En particulier, la compactification par les bouts {\displaystyle X^{+}}de {\displaystyle X} est la compactification correspondant à l'algèbre {\displaystyle {\mathcal {U}}^{+}}, elle vérifie la propriété universelle suivante : pour toute compactification de dimension nulle {\displaystyle Y}de {\displaystyle X} il existe une unique application {\displaystyle X^{+}\rightarrow Y} continue, surjective, et qui étend l'identité de {\displaystyle X}. L'espace des bouts de {\displaystyle X} est alors le bord {\displaystyle {\mathcal {E}}(X)=X^{+}\setminus X}.

## Compactifications de Specker
Soit {\displaystyle G} un groupe topologique localement compact (et séparé).
Une compactification de Specker {\displaystyle Y}de {\displaystyle G} est une compactification de dimension nulle de (l'espace topologique) {\displaystyle G} satisfaisant les deux propriétés suivantes :
- pour tout {\displaystyle g\in G}, la multiplication par {\displaystyle g} à gauche {\displaystyle L_{g}:G\rightarrow G,h\mapsto g\cdot h} s'étend en une application {\displaystyle {\hat {L}}_{g}:X\rightarrow X} continue,
- l'application {\displaystyle {\hat {R}}:G\times Y\rightarrow Y,(g,y)\mapsto {\begin{cases}y\cdot g&{\text{si }}y\in G\\y&{\text{sinon}}\end{cases}}} est continue (dit autrement, étendre toutes les multiplications à droite par l'identité au bord donne une application globale continue).

Notons alors {\displaystyle {\mathcal {K}}} la famille des parties compactes non vides de {\displaystyle G} et {\displaystyle {\mathcal {U}}^{G}=\{A\in {\mathcal {U}}^{+}~|~\forall K\in {\mathcal {K}},~(A+A\cdot K)\in {\mathcal {R}}\}} (où {\displaystyle +} désigne la différence symétrique entre parties de {\displaystyle G}). La famille {\displaystyle {\mathcal {U}}^{G}} est une sous-algèbre de Boole de {\displaystyle {\mathcal {U}}^{+}} contenant {\displaystyle {\mathcal {R}}}, de plus l'action naturelle à droite de  {\displaystyle G} sur son algèbre des parties laisse {\displaystyle {\mathcal {U}}^{G}} invariante (i.e. {\displaystyle \forall A\in {\mathcal {U}}^{G},\forall g\in G,A\cdot g\in {\mathcal {U}}^{G}}).
La bijection du paragraphe précédent induit alors par restriction une bijection entre les classes d'équivalence de compactifications de Specker de {\displaystyle G} et les sous-algèbres de Boole de {\displaystyle {\mathcal {U}}^{G}} contenant {\displaystyle {\mathcal {R}}} et invariantes par l'action de {\displaystyle G} à droite.
En particulier, la compactification de Specker {\displaystyle {\hat {G}}_{u}} correspondant à {\displaystyle {\mathcal {U}}^{G}} est universelle au sens suivant : pour toute compactification de Specker {\displaystyle Y}de {\displaystyle X} il existe une unique application {\displaystyle {\hat {G}}_{u}\rightarrow Y} continue, surjective, {\displaystyle G}-équivariante et qui étend l'identité de {\displaystyle G}. L'espace des bouts du groupe topologique {\displaystyle G} est alors le bord {\displaystyle {\mathcal {E}}(G)={\hat {G}}_{u}\setminus G}.

## Propriétés et exemples
- L'ensemble des bouts d'un espace topologique est vide si et seulement si l'espace est compact.
- La droite réelle {\displaystyle \mathbb {R} } et le groupe discret {\displaystyle \mathbb {Z} } ont exactement deux bouts.
- En fait, un groupe localement compact et compactement engendré a deux bouts si et seulement si il est quasi-isométrique[11] à {\displaystyle \mathbb {Z} } (ou {\displaystyle \mathbb {R} }), ce qui est aussi équivalent au fait que le groupe est hyperbolique et que son bord a deux points.
- Lorsque G est un groupe localement compact et finiment (ou compactement) engendré, les bouts de G sont exactement les bouts de l'un de ses graphes de Cayley.
- Pour {\displaystyle n>1} l'espace euclidien {\displaystyle \mathbb {R} ^{n}} et le groupe abélien libre {\displaystyle \mathbb {Z} ^{n}} ont exactement un bout.
- Pour {\displaystyle n>1} le graphe de Cayley du groupe libre à {\displaystyle n} générateurs {\displaystyle \mathbb {F} _{n}} est l'arbre (infini) de degré constant {\displaystyle 2n} et l'espace des bouts du groupe discret {\displaystyle \mathbb {F} _{n}}est un ensemble de Cantor.
- Les bouts d'un groupe localement compact G coïncident avec les bouts de l'espace topologique sous-jacent G si et seulement si G est connexe[8].
- Un groupe localement compact, non compact et compactement engendré possède 1, 2 ou une infinité de bouts[8].
- Le théorème de Stallings sur la structure des groupes dit qu'un groupe discret de type fini possède plus que deux bouts si et seulement si il admet une certaine[Laquelle ?] décomposition.

## Bouts de graphes
Voir l' article détaillé End (graph theory) (en)